# マジック・スクール・バス
『マジック・スクール・バス』（The Magic School Bus）は、アメリカ出身のジョアンナ・コール著、ブルース・ディーギン  挿絵の科学絵本および、それを原作とする作品群。原作絵本はアメリカの出版社スカラスティック社より出版されている。

## 解説
フリズル先生が、不思議なスクールバスに子どもたちを乗せて太陽系や恐竜時代など様々なところへ連れて行く作品。冒険を通じて子どもたちは科学の基礎知識を身につけていく。
様々なメディアを展開しており、これまで絵本・コンピュータゲームが販売され、テレビアニメが放送されてきた。

## 書籍

### オリジナル・シリーズ
日本では『フリズル先生のマジック・スクールバス』シリーズ（訳：藤田千枝）として、岩波書店から出版された。
1. 水のたび（英語版） 原題：The Magic School Bus At the Waterworks
日本語版は1995年9月7日に出版。
2. 地球のまんなか 原題：The Magic School Bus Inside the Earth
日本語版は1995年10月4日に出版。
3. からだたんけん 原題：The Magic School Bus Inside the Human Body
日本語版は1995年10月4日に出版。
4. 星めぐり（英語版）  原題：The Magic School Bus Lost in the Solar System
日本語版は1995年11月7日に出版。
5. 海のそこへ  原題：The Magic School Bus On the Ocean Floor
日本語版は1995年11月7日に出版。
6. 恐竜さがし（英語版） 原題：The Magic School Bus In the Time of the Dinosaurs
日本語版は1995年9月7日に出版。
7. 台風にのる  原題：The Magic School Bus Inside a Hurricane
日本語版は1999年10月15日に出版。
8. ミツバチのなぞ  原題：The Magic School Bus Inside a Beehive
日本語版は1999年10月15日に出版。
9. 原題：The Magic School Bus And the Electric Field Trip
10. 原題：The Magic School Bus Explores the Senses
11. 原題：The Magic School Bus And the Science Fair Expedition
"The Magic School Bus At the Waterworks"出版20周年を記念して出版された作品。
12. 原題：The Magic School Bus And the Climate Challenge

### チャプター・ブックス
1. The Truth About Bats
2. The Search for the Missing Bones
3. The Wild Whale Watch
4. Space Explorers
5. Twister Trouble
6. The Giant Germ
7. The Great Shark Escape
8. Penguin Puzzle
9. Dinosaur Detectives
10. Expedition Down Under
11. Insect Invaders
12. Amazing Magnetism
13. Polar Bear Patrol
14. Electric Storm
15. Voyage to the Volcano
16. Butterfly Battle
17. Food Chain Frenzy
18. The Fishy Field Trip
19. Color Day Relay
20. Rocky Road Trip

### スコラスティック・リーダー・レベル2
1. The Magic School Bus Has A Heart
2. The Magic School Bus Gets Caught In a Web
3. The Magic School Bus Gets Recycled
4. The Magic School Bus And the Missing Tooth
5. The Magic School Bus Fights Germs
6. The Magic School Bus Gets Crabby
7. The Magic School Bus Explores the World of Bugs
8. The Magic School Bus Weathers the Storm
9. The Magic School Bus At the First Thanksgiving
10. The Magic School Bus Arctic Adventure
11. The Magic School Bus Lost in Snow
12. The Magic School Bus and the Shark Adventure
13. The Magic School Bus Builds the Statue of Liberty
14. The Magic School Bus in a Bat Cave
15. The Magic School Bus Comes to Its Senses
16. The Magic School Bus and the Wild Leaf Ride
17. The Magic School Bus and the Butterfly Bunch
18. The Magic School Bus Rides Into Space
19. The Magic School Bus Rides the Wind
20. The Magic School Bus in the Rain Forest
21. The Magic School Bus Sleeps for the Winter
22. The Magic School Bus Explores the World of Animals
23. The Magic School Bus to the Rescue: Blizzard
24. The Magic School Bus to the Rescue: Forest Fire
25. The Magic School Bus to the Rescue: Earthquake
26. The Magic School Bus to the Rescue: Flash Flood
27. The Magic School Bus Inside Your Mouth
28. The Magic School Bus Explores the Ocean
29. The Magic School Bus Flies with Dinosaurs
30. The Magic School Bus Takes a Moonwalk
31. The Magic School Bus Flies From the Nest
32. The Magic School Bus Blasts Into Space
33. The Magic School Bus Gets Cleaned Up

### テレビ絵本
1. The Magic School Bus Gets Ants in its Pants
2. The Magic School Bus Going Batty
3. The Magic School Bus in the Haunted Museum
4. The Magic School Bus Gets all Dried Up
5. The Magic School Bus In the Arctic
6. The Magic School Bus Meets the Rot Squad
7. The Magic School Bus Blows Its Top
8. The Magic School Bus Answers Questions
9. The Magic School Bus Inside Ralphie
10. The Magic School Bus Gets Programmed
11. The Magic School Bus Kicks Up a Storm
12. The Magic School Bus Plays Ball
13. The Magic School Bus Plants Seeds
14. The Magic School Bus Ups and Downs
15. The Magic School Bus Gets a Bright Idea
16. The Magic School Bus Butterfly and the Bog Beast
17. The Magic School Bus Makes a Rainbow
18. The Magic School Bus Gets Baked in a Cake
19. The Magic School Bus Out of this World
20. The Magic School Bus Taking Flight
21. The Magic School Bus Takes a Dive
22. The Magic School Bus Gets Cold Feet
23. The Magic School Bus Shows and Tells
24. The Magic School Bus Spins a Web
25. The Magic School Bus Gets Planted
26. The Magic School Bus Gets Eaten
27. The Magic School Bus Wet All Over
28. The Magic School Bus Goes Upstream
29. The Magic School Bus In A Pickle
30. The Magic School Bus Hops Home
31. The Magic School Bus Sees Stars
32. The Magic School Bus Looking for Liz（シール絵本）

### A Science Fact Finder Book
1. Skeletons Fact Finder
2. Bats Fact Finder
3. Field Trip Facts

### Ms. Frizzle's Adventures
1. Imperial China
2. Medieval Castle
3. Ancient Egypt

### Lizシリーズ
1. Liz Finds a Friend
2. Liz Takes Flight
3. Liz Looks for a Home
4. Liz Sorts It Out
5. Liz on the Move
6. Liz Makes a Rainbow

## テレビアニメ
本作を基にしたカナダとアメリカの合作によるテレビアニメが放映された。北米で有名なタレントが声優として参加しているのが特徴で、楽しく自然科学を学べるような内容になっている。
1994年9月1日から1997年12月6日までPBS Kidsで放送された。日本ではテレビ東京系列で1999年1月9日 - 6月26日の毎週土曜日7時から7時30分に放送されたのち、「マジック・スクール・バスII」の題名で2000年7月1日から9月30日までの毎週土曜日7時30分から8時に放送された。
ブロードキャスティング・アンド・ケーブルはPBSの小学生向け番組の中で最高視聴率を挙げたとしている。

### スタッフ
- 音声演出：スーザン・ブルー
- 製作：ネルバナ、スコラスティック・プロダクション

### 主題歌
- オープニングテーマ「マジックスクールバス」　
  - 作詞・作曲 - Peter Lyrye
  - 訳詞 - 工藤哲雄
  - 編曲 - チープ広石
  - 歌 - ドリーミング[5]
- エンディングテーマ
  1. 「ごはんにしよう」　
    - 作詞 - 工藤哲雄
    - 作曲・編曲 - チープ広石
    - 歌 - ドリーミング[5]

  2. 「dream on.」　
    - 作詞 - 岩男潤子、酒井ミキオ
    - 作曲・編曲 - 酒井ミキオ
    - 歌 - 岩男潤子

Iの途中からIIまで使用

### エピソード

#### シーズン1
| #  | サブタイトル                             | 日本放送日    |
| -- | ---------------------------------------- | ------------- |
| 1  | マジック スクール バス 宇宙で迷子になる! | 1999年 1月9日 |
| 2  | バイ菌をやっつけろ!                      | 1月16日       |
| 3  | お天気マンの大冒険!                      | 1月23日       |
| 4  | リズ救出大作戦                           | 1月30日       |
| 5  | フリズル先生の誕生日                     | 2月6日        |
| 6  | 大空へはばたこう                         | 2月13日       |
| 7  | ドラキュラの館                           | 2月20日       |
| 8  | マジックスクールバス 噴火する！          | 2月27日       |
| 9  | アーノルドの ごはんのゆくえ              | 3月6日        |
| 10 | エネルギーを作ろう                       | 3月13日       |
| 11 | 食べられる                               | 3月20日       |
| 12 | 恐竜の卵をすくえ!                        | 3月27日       |
| 13 | マジックスクールバスの 野球大会          | 4月3日        |
| 14 | アリの不思議                             | 4月10日       |
| 15 | 花を育てよう                             | 4月17日       |
| 16 | チョウのいろいろ                         | 4月24日       |
| 17 | マジックスクールバス 危機一髪!           | 5月1日        |
| 18 | 砂漠の生き物を助けよう!                  | 5月8日        |
| 19 | ラルフィーロボットを 作ろう!             | 5月15日       |
| 20 | ワンダのペットを捜せ                     | 5月22日       |
| 21 | 学校に星が落ちてくる!?                   | 5月29日       |
| 22 | キュウリをとったのは誰?                  | 6月5日        |
| 23 | モンスターが現れた!                      | 6月12日       |
| 24 | 枯れ木は生きている                       | 6月19日       |
| 25 | 水の大旅行                               | 6月26日       |

#### シーズン2
| #  | サブタイトル            | 日本放送日    |
| -- | ----------------------- | ------------- |
| 1  | ココアが冷めちゃった    | 2000年 7月8日 |
| 2  | ジャングルへ行こう      | 7月15日       |
| 3  | 生まれ変わった宝物      | 7月22日       |
| 4  | 虹をつくろう            | 7月29日       |
| 5  | トイレ脱出大作戦!       | 8月5日        |
| 6  | お化けが出たよ～!       | 8月12日       |
| 7  | フリズル先生大逆転!     | 8月19日       |
| 8  | フィービー女優への道    | 8月26日       |
| 9  | ロックンロール!         | 9月2日        |
| 10 | 巨大カマキリを捕まえろ! | 9月9日        |
| 11 | なぞの物体!?            | 9月16日       |
| 12 | ハチのダンス!?          | 9月23日       |
| 13 | サケの大脱走を追え!     | 9月30日       |

## ネットフリックス版
2014年6月10日、スコラスティック・メディアは、フルCGアニメによるリメイク版"The Magic School Bus 360°"の制作を発表し、北米での配信を2016年に予定していることを明らかにした。日本のネットフリックスでは「マジック・スクール・バス」という題名で2015年9月1日から配信開始されており、テレビ東京版とは異なるキャスティングになっている。

## 登場人物
フリズル先生
声 - リリー・トムリン/吹替 - 滝沢ロコ/不明（ネットフリックス版）
主人公。本名ヴァレリー・フェリシティ・フリズル。赤毛の教師。
アーノルド
声 - ダニー・タンベレリ/こおろぎさとみ/種市桃子（ネットフリックス版）
カルロス
声 - ダニエル・デサント/真柴摩利/不明（ネットフリックス版）
クラスの人気者。
キーシャ
声 - エリカ・ラットレル/藤原美央子/不明（ネットフリックス版）
フィービー
声 - マイア・フィラー/佐久間純子/安國愛菜（ネットフリックス版）
転校生。
ラルフィー
声 - スチュアート・ストーン/武政弘子/不明（ネットフリックス版）
イタリア人の血をひく少年。
ティム
声 - アンドレ・オットリー＝ロラン/水田わさび/不明（ネットフリックス版）
芸術的才能を持つ少年。
ワンダ
声 - リサ・ヤマナカ/本井えみ/不明（ネットフリックス版）
バレエとスポーツが好きな少女。
ジャネット
声 - レネッサ・ブリッツ/あきやまるな→高森奈緒/不明（ネットフリックス版）
ドロシー
声 - タラ・メイヤー/不明（ネットフリックス版）
本好きな少女。
リズ
クラスで飼っているジャクソンカメレオン。
ラディウス
声 - トニー・ランドール/長島雄一/不明（ネットフリックス版）
"The Magic School Bus Flexes Its Muscles"に登場。フリズル先生の知り合いのメカニック。